# Pit Schlechter
Pit Schlechter (* 26. Oktober 1990 in Luxemburg) ist ein ehemaliger luxemburgischer Radrennfahrer.

## Sportlicher Werdegang
Schlechter wurde 2006 nationaler Meister der Jugendklasse im Cyclocross. 2011 und 2012 konnte er diesen Erfolg in der Klasse U23 jeweils wiederholen. In der Elite stand er 2010 und 2017 auf dem Podium der nationalen Meisterschaften.
Auf der Straße war Schlechter nur bei kleineren luxemburgischen Rennen erfolgreich. 2009 wurde er Stagiaire beim Continental Team Differdange, für das er auch im Folgejahr fuhr. 2012 wurde er Mitglied beim Leopard-Trek Continental Team, bei dem er bis zur Saison 2019 blieb. Beim Flèche du Sud 2012 konnte er auf der zweiten Etappe den zweiten Platz erreichen, was international das beste Ergebnis der Karriere blieb. Bei den nationalen Meisterschaften gewann er 2013 die Silbermedaille und 2015 die Bronzemedaille im Straßenrennen.
Nach der Saison 2019 beendete Schlechter im Alter von 29 Jahren seine Karriere als Radrennfahrer, danach trat er bis 2021 noch bei den nationalen Meisterschaften an.

## Erfolge

### Cyclocross
2005/2006
- Luxemburgischer Meister (Jugend)

2010/2011
- Luxemburgischer Meister (U23)

2011/2012
- Luxemburgischer Meister (U23)

### Straße
2007
- Luxemburgischer Meister (Junioren) – Straßenrennen

2011
- Spiele der kleinen Staaten von Europa – Straßenrennen